# Stratford (Metropolitano de Londres)

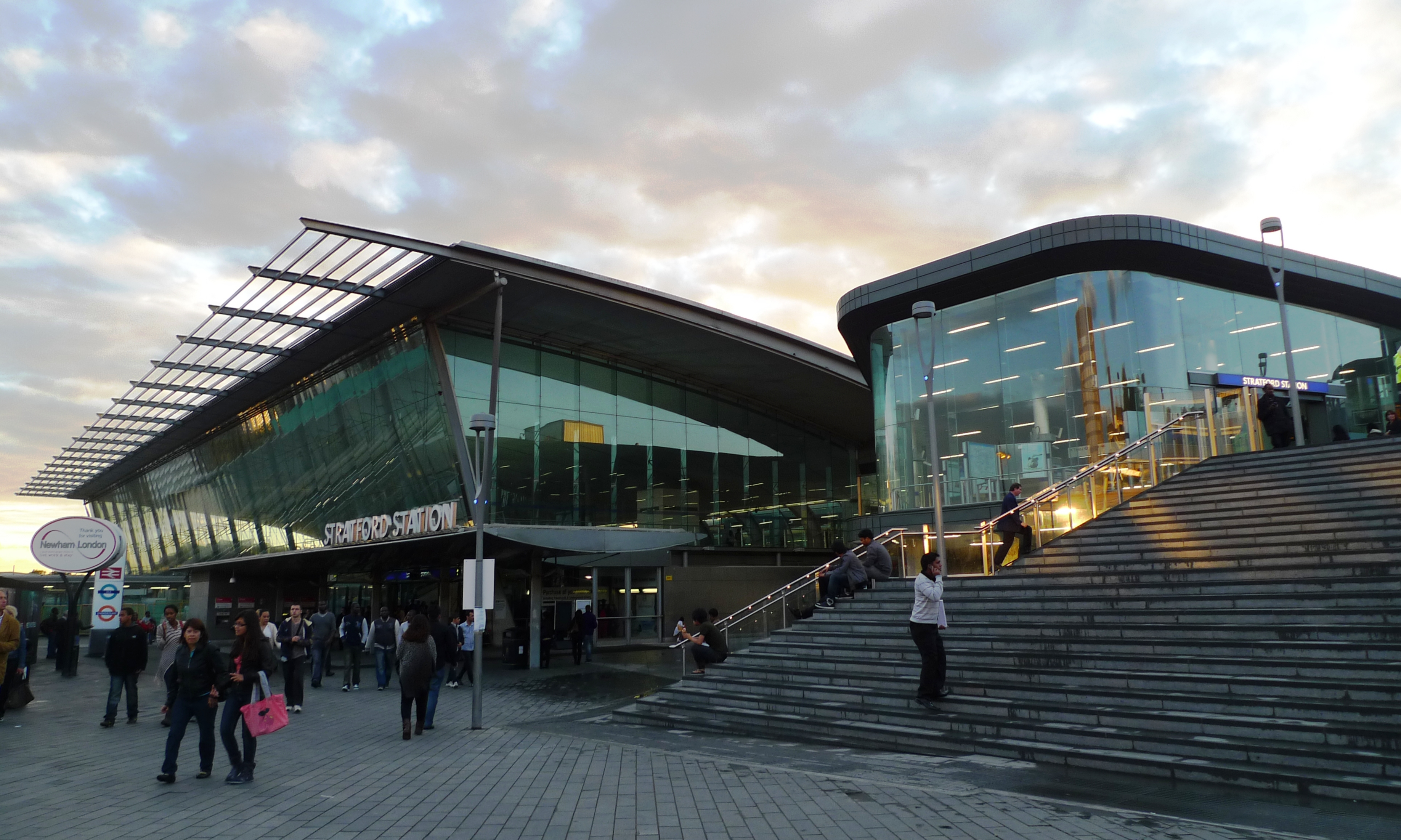

A Estação de Stratford (em inglês: Stratford Rail Station, às vezes chamada de: Stratford London ou Stratford Regional) é uma importante estação de intercâmbio multinível classificada como a 5ª estação mais movimentada da Grã-Bretanha, servindo o distrito de Stratford e o desenvolvimento de uso misto conhecido como Stratford City, no bairro londrino de Newham, leste de Londres. É servida pelo London Underground, London Overground, Docklands Light Railway (DLR) e também é uma estação ferroviária nacional na West Anglia Main Line e na Great Eastern Main Line, 4 mi 3 chains (6.5 km) da Liverpool Street . É também a estação mais movimentada da rede de metrô fora da Zona 1 do Travelcard .
Ela permite correspondências entre os meios de transporte ferroviário presentes na estação, nomeadamente: trens de grandes linhas, trens suburbanos da rede London Overground, metro ligeiro da Docklands Light Railway (DLR), pelas plataformas da estação Stratford (DLR), e as linhas Central line e Jubilee line pelas plataformas dedicadas à Estação Stratford do Metrô de Londres.

## História

### Primeiros dias: 1839–62
A estação de Stratford foi inaugurada em 20 de junho de 1839 pela Eastern Counties Railway (ECR), com o primeiro edifício da estação localizado em Angel Lane, que cruzava a linha em uma ponte a leste da estação. A Northern and Eastern Railway abriu uma seção de sua linha autorizada de Broxbourne para se juntar à ECR em Stratford em 15 de setembro de 1840.  Além de uma estação, uma ferrovia foi construída adjacente à linha para Broxbourne. Isso e o galpão do motor mais tarde se expandiram para a área a oeste da estação, que agora é ocupada por um shopping center e pela estação Stratford International .
As pistas ECR foram originalmente definidas para um medidor de 5 pés    por recomendação do engenheiro John Braithwaite. Naquela época, não havia legislação ditando a escolha da bitola e, de fato, os diretores favoreciam a bitola larga 7 da Great Western Railway. pés    . Braithwaite persuadiu os diretores do contrário com base no custo adicional, mas recomendou o 5 medidor 5 em um esforço para reduzir o desgaste das peças da locomotiva. Essa escolha significou que a Northern & Eastern Railway, que planejava compartilhar a linha ECR entre Stratford e Bishopsgate, foi forçada a adotar a mesma bitola. 
Com a extensão do ECR no início da década de 1840, tornou-se evidente que a bitola padrão     foi uma escolha mais realista e, posteriormente, entre setembro e outubro de 1844, a conversão de bitola foi realizada. Ao mesmo tempo, a Northern & Eastern Railway associada também foi convertida.
Novos edifícios da estação foram construídos em 1847, substituindo a estrutura original na Angel Road. Eles estavam localizados no V entre as linhas Cambridge e Colchester e o acesso era feito pela Station Road. 
A linha através das plataformas de baixo nível foi inaugurada em 1846 como uma ramificação apenas de mercadorias até Thames Wharf. A ponte sob a linha principal era muito baixa para muitas locomotivas, então vários motores foram equipados com chaminés articuladas para que pudessem operar a linha.  Na abertura, havia também uma linha que ligava o que hoje é conhecido como Great Eastern Main Line diretamente às docas, permitindo a passagem de Colchester a Thames Wharf. As docas e redes ferroviárias associadas se expandiram com serviços de passageiros para North Woolwich a partir de 1847. 
Houve um acidente na estação de Stratford em 18 de julho de 1846, quando um trem de carga bateu na traseira de um trem de passageiros de Ipswich. Havia 10 passageiros gravemente feridos, um dos quais morreu mais tarde. 
Em 1854, a recém-inaugurada London Tilbury and Southend Railway serviu Stratford, juntando-se à linha principal em Forest Gate Junction, alguns quilômetros ao norte. Seus serviços geralmente serviam à Fenchurch Street e eram roteados pela rota Bow Road (embora essa estação não estivesse aberta na época), embora algumas carruagens fossem destacadas em Stratford para seguirem para Bishopsgate. Essa prática foi descontinuada em 1856, pois os passageiros preferiam a Fenchurch Street, com localização mais conveniente (para a cidade).
Em conexão com a introdução dos novos serviços LTSR, uma terceira linha foi construída de Stratford a Bow Junction, que foi usada pelos serviços da Fenchurch Street e uma nova face de plataforma foi aberta. 
Logo ficou claro que o congestionamento era um problema em Stratford e, em 1856, foi solicitada permissão para construir uma linha de Barking a Gas Factory Junction (Bow), inaugurada em 1858. Depois disso, os trens LTSR não eram mais encaminhados via Stratford. 
Em 1855, havia ligações das estações de nível baixo e alto para a North London Line, bem como um ramal que permitia que os trens da Liverpool Street para North Woolwich evitassem Stratford completamente (embora isso servisse à estação Stratford Market), que ficava a uma curta distância. ausente. Os serviços da linha do norte de Londres normalmente começavam no Victoria Park e iam até o Stratford Market. Este serviço funcionou de 1866 até 1874 e foi operado pela GER e North London Railway em anos alternados até 31 de outubro de 1874. 
A North London Railway também operava em alto nível de Stratford com dois trens de retorno por dia de Hampstead Road (mais tarde renomeada Chalk Farm) via Victoria Park e Forest Gate Junctions para Tilbury, que começou em 1º de julho de 1855 e terminou em 30 de setembro. 
Os serviços para Loughton começaram em 22 de agosto de 1856 e usaram as plataformas de Lea Valley, deixando a linha principal em Loughton Branch Junction meia milha ao norte de Stratford. Inicialmente, nove trens por dia operavam para Fenchurch Street (Bishopsgate aos domingos) nesta rota. 
Na década de 1860, as ferrovias em East Anglia estavam com problemas financeiros e a maioria foi alugada para o ECR; eles desejavam se fundir formalmente, mas não conseguiram obter um acordo do governo para isso até 1862, quando a Great Eastern Railway foi formada por fusão. Assim Stratford tornou-se uma estação GER em 1862. 

## Propostas futuras
O Stansted Express pode ligar para Stratford no futuro através da West Anglia Main Line, reconectando os dois entre si. 
O link Hall Farm Curve pode ser restabelecido, permitindo um serviço de Liverpool Street para Chingford via Stratford. Projetos para novos serviços foram sugeridos para reduzir os tempos de viagem entre Chingford e Stratford para 20 minutos, e viagens de alta frequência entre Walthamstow Central e Stratford para 12 minutos, da duração atual de cerca de 35 minutos. 